# جيمس جونسون (سياسي أمريكي)
جيمس جونسون (بالإنجليزية: James Johnson)‏ هو سياسي أمريكي، ولد في 25 فبراير 1943. حزبياً، نشط في الحزب الديمقراطي. وقد انتخب member of the Delaware House of Representatives ‏ (2004 – ).